# Lex Ogulnia
Lex Ogulnia — закон прийнятий у Римські республіці бл. 300 р. до н. е. Встановив плебеям рівний з патриціями доступ до всіх жрецьких посад. Після його прийняття зросло число понтифіків до восьми, а авгурів (з трьох) до п'яти. Згідно із законом п'ятьма авгурами повинні були бути плебеї. Закон названо за іменем народного трибуна Квінта Оґульнія Ґаллуса (Quintus Ogulnius Gallus) і був важливим етапом розвитку республіки та примиренням станів патриціїв та плебеїв. Офіційне примирення було досягнуте пізніше з прийняттям Lex Hortensia (287 до н. е.) за яким рішення плебсу по трибам (plebis scitum — Плебісцит) автоматично отримує силу закону, не потребуючи схвалення сенату (лат. patrum auctoritas)).